# Muzeum Historii i Kultury Żydów Bukowiny w Czerniowcach
Muzeum historii i kultury Żydów Bukowiny otwarto w Żydowskim Domu Narodowym (teraz Centralny Miejski Pałac Kultury) na 600-lecie dnia pierwszego pisemnego wymienienia Czerniowców w 2008 r.

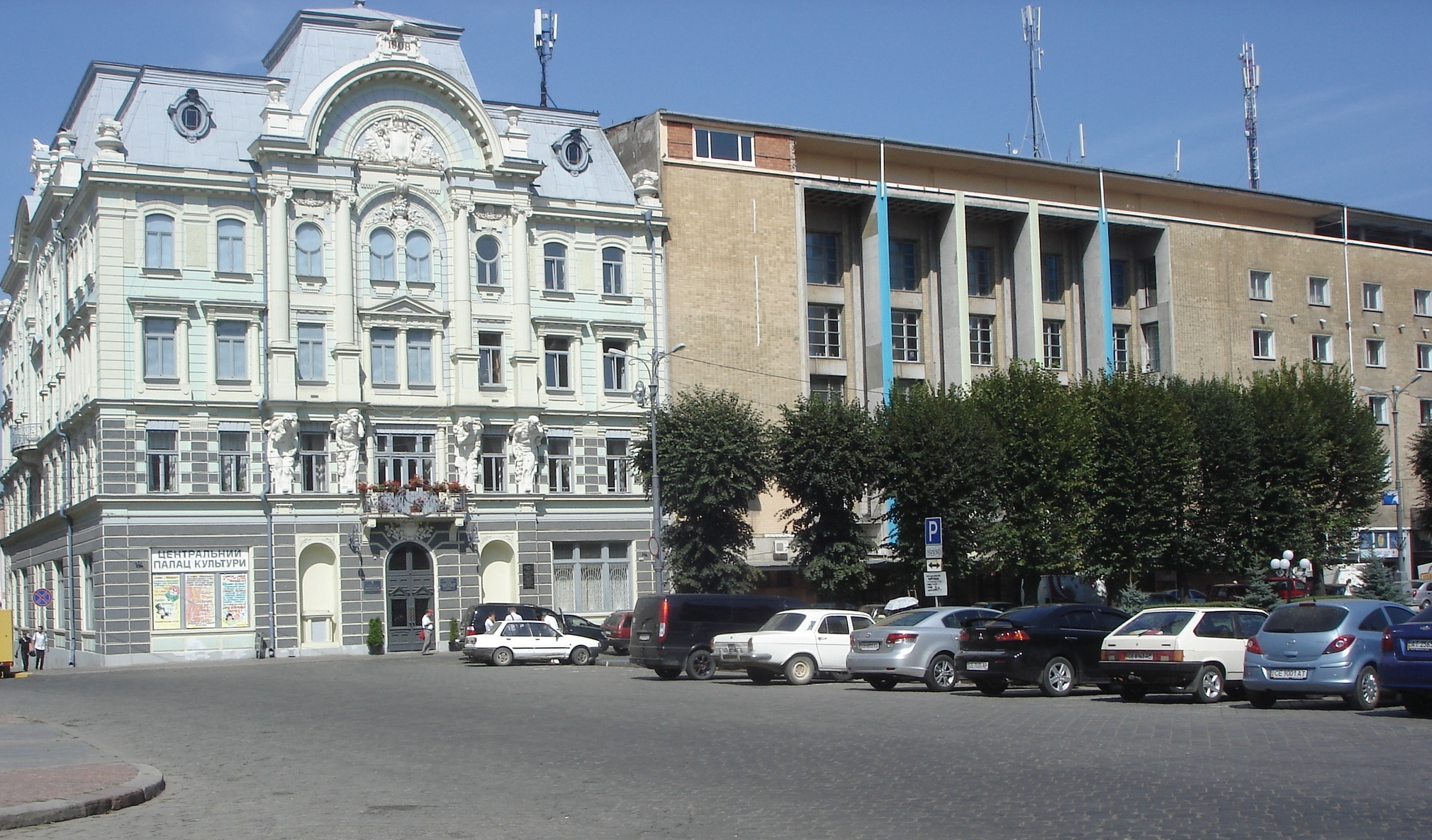
Budynek muzeum (na lewo)

## Koncepcja i idea muzeum
Koncepcja i idea muzeum: muzeum nie jest pomyślane jako ogólne muzeum żydostwa, ale powinno być „subetnicznym” muzeum, wyobrażającym i podkreślającym charakter Żydów bukowińskich – fenomenu Bukowiny XIX – początku XX w., który wyraźnie różni się charakterem od gromad sąsiednich – Galicji, Besarabii i Podola.

## Twórcy muzeum
1. Plan ekspozycji muzeum stworzony został przez badaczkę Bukowiny Natalię Szewczenko

2. Ekspozycję stałą wykonał lwowski artysta Roman Batih

3. Pochodzenie zbiorów:
Tematyczny plan ekspozycji stworzony został przez współpracowników Czerniowieckiego Narodowego Uniwersytetu im. Juria Fedkowicza.

Dokumenty przekazane zostały przez Państwowe Archiwum Czerniowieckiej Oblastii, naukowców Uniwersytetu w Jeruzalem (Izrael), Columbia University oraz YIVO w Nowym Yorku oraz Holocaust Museum w Waszyngtonie.

W wyposażeniu muzeum brały udział fond „Hesed Shusha-na”, Centrum „Or Awner”, znani krajoznawcy, kolekcjonerzy, przedstawiciele diaspory oraz sponsorzy.

## Ekspozycja
Na górze: Fotografie żydowskich budynków religijnych i społecznych na Bukowinie.

Pośrodku: Krąg żydowskiego życia, żydowskiego roku religijnego, oznaczane znakami zodiaku.

Na dole: 12 tablic informacyjnych, gdzie chronologicznie przedstawiony jest rozwój gromady żydowskiej od końca XVIII do połowy XX wieku.
Kręgi te symbolizują razem transformacje żydowskiego życia na Bukowinie od dominacji religii końcem XVIII- początkiem XIX stulecia, przez zdominowaną poprzez oświatę i kulturę drugą połowę XIX wieku po aktywność polityczną początku XX wieku.
Większość eksponatów stanowią oryginalne książki, dokumenty, kartki pocztowe i listy, przedmioty życia codziennego oraz religijne.
Mała sala
W pierwszej sali przedstawione są główne informacje oraz państwowe dokumenty odnoszące się do Żydów Bukowiny w czasach Habsburskich.
Główny akcent położony jest na tradycji, życiu religijnemu oraz obrzędach żydostwa. Pokazane są tutaj materiały przedstawiające działalność dwóch wielkich dynastii rabinów: cadyka Mendelja Hagera z Wyżnicy oraz „wunderrebe” Sadagory, Israela Fridmana.
Przedstawione jest tutaj życie kulturalne Żydów, między innymi unikane olejne obrazy jedynej działającej dziś synagogi w Czerniowcych Bejt-Tfila Ben’jamina, oraz macewy starych Bukowińskich cmentarzy.
Wielka sala
Ekspozycja wielkiej sali zapoznaje z kulturą żydowską oraz ruchem politycznym końca XIX- początkiem XX wieku, a także z życiem codziennym Żydów, ich zawodami, zainteresowaniami oraz potrzebami duchowymi.
Wiele miejsca zajmują materiały poświęconej rozwojowi oraz działalności gromady żydowskiej miasta Czerniowców. Pokazano tutaj różne strony życia Żydów w mieście i przedstawiono fotografie znanych działaczy gromady.
Początek XX w. w życiu Żydów Bukowiny oznaczał ich wyjście na arenę polityki, stworzenie grup i partii politycznych, walkę różnych nurtów w życiu społecznym. Aktywność ta wyrażała się szczególnie w różnorodnych partyjnych publikacjach periodycznych, które pokazano na wystawie.
Wydatne miejsce zajmują materiały przedstawiające działalność towarzystw kulturalnych, podporządkowanych administracji Habsburskiej, a potem rumuńskiej. Na wydatnym miejscu przedstawiona jest obszernie Pierwsza Światowa Konferencja Języka Jidysz (1908 r.).
Teatr i książka – są tym, bez czego nie można pokazać bukowińskich Żydów. Bukowina wydała wielu światowej sławy naukowców, pisarzy i poetów, artystów i muzyków. W ekspozycji przedstawiono mistrzów i mistrzynie słowa literatury niemieckojęzycznej i w języku jidysz: Eliezera Sztejnberga, Icyka Mangera, Paula Celana, Rose Ausländer, Karla Emila Franzosa i innych. Wybite talenty napotkać można także wśród malarzy, plastyków i grafików: Artura Kolnika, Bernarda Redera, Isju Sherf i inni.
Katastrofa II wojny światowej nie ominęła Bukowiny. Dokumenty archiwalne, fotografie, opisy wydarzeń zamykają stałą ekspozycję.

## Bibliografia

Ekspozycja muzeum
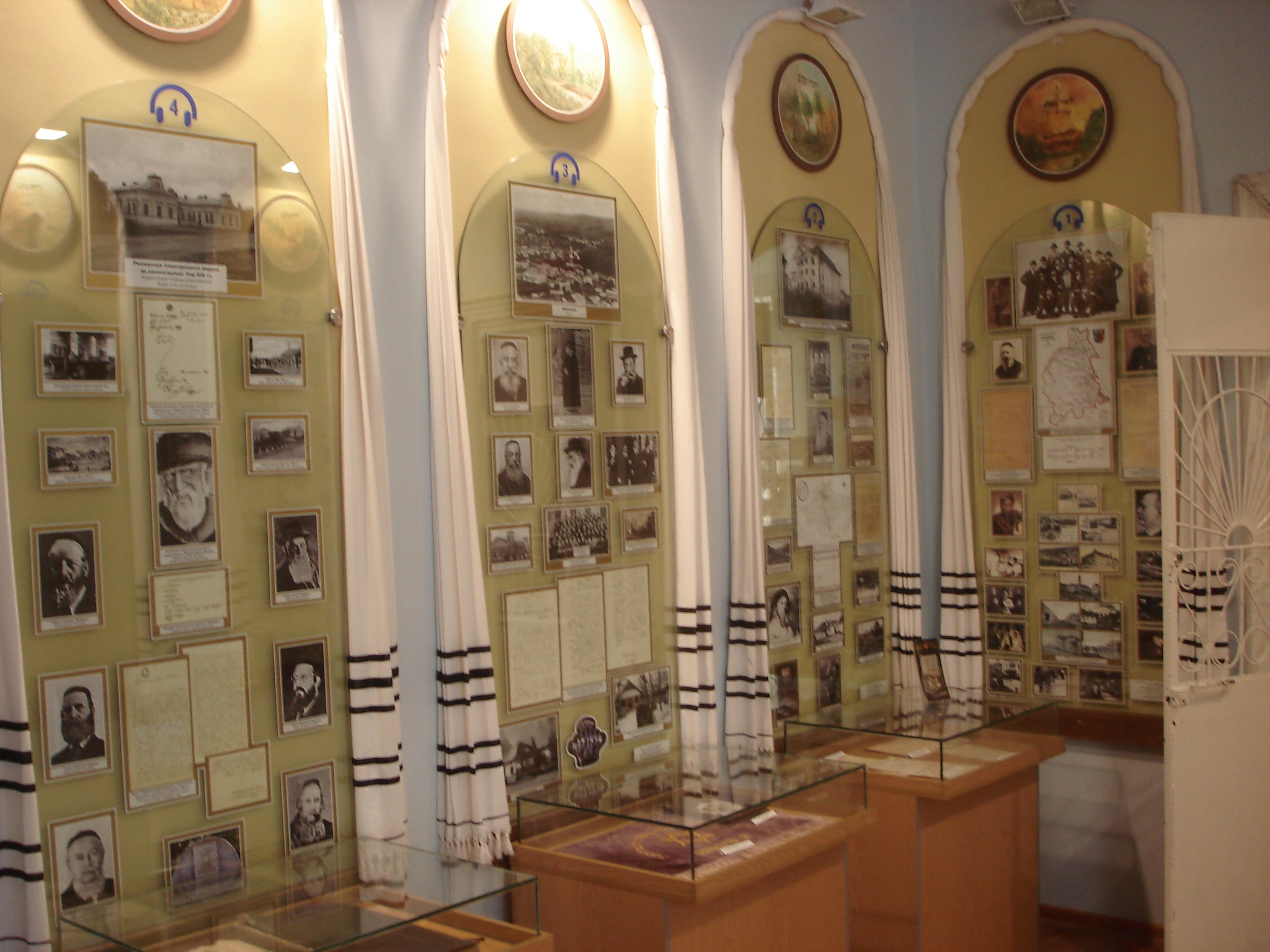
Fragment ekspozycji małej sali
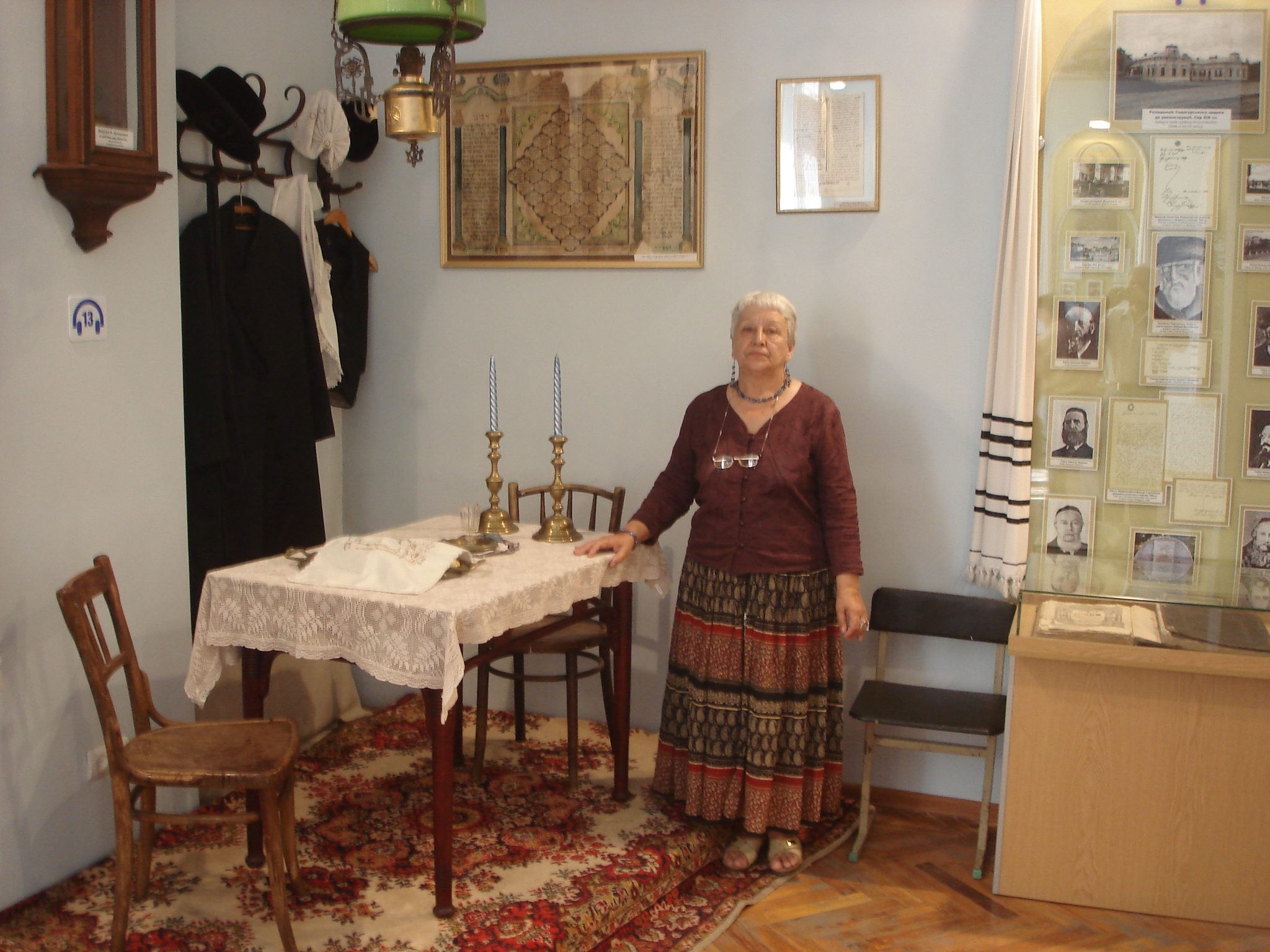
Natalia Szewczenko – jedna z założycielek muzeum
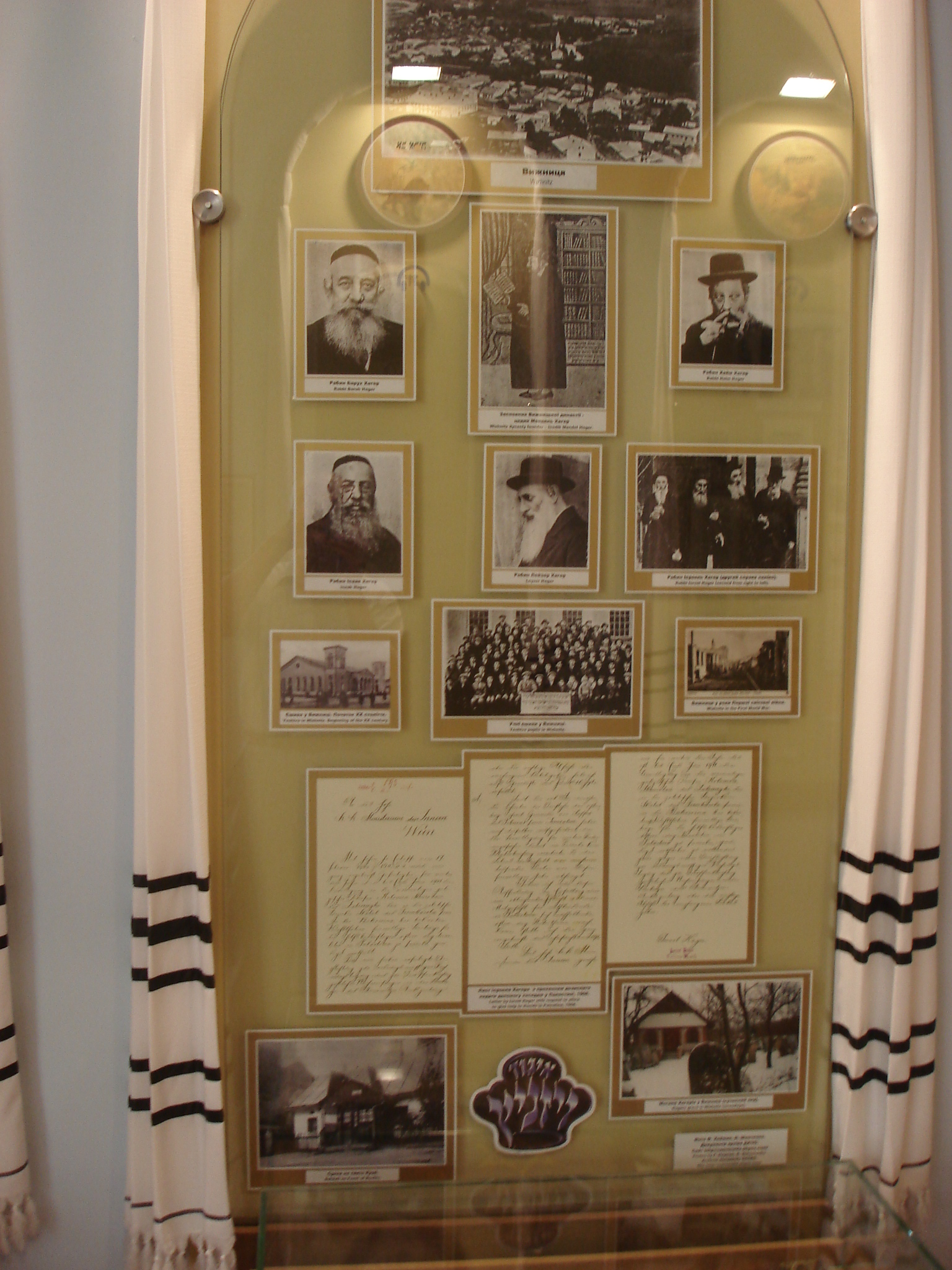
Fragment ekspozycji dużej sali
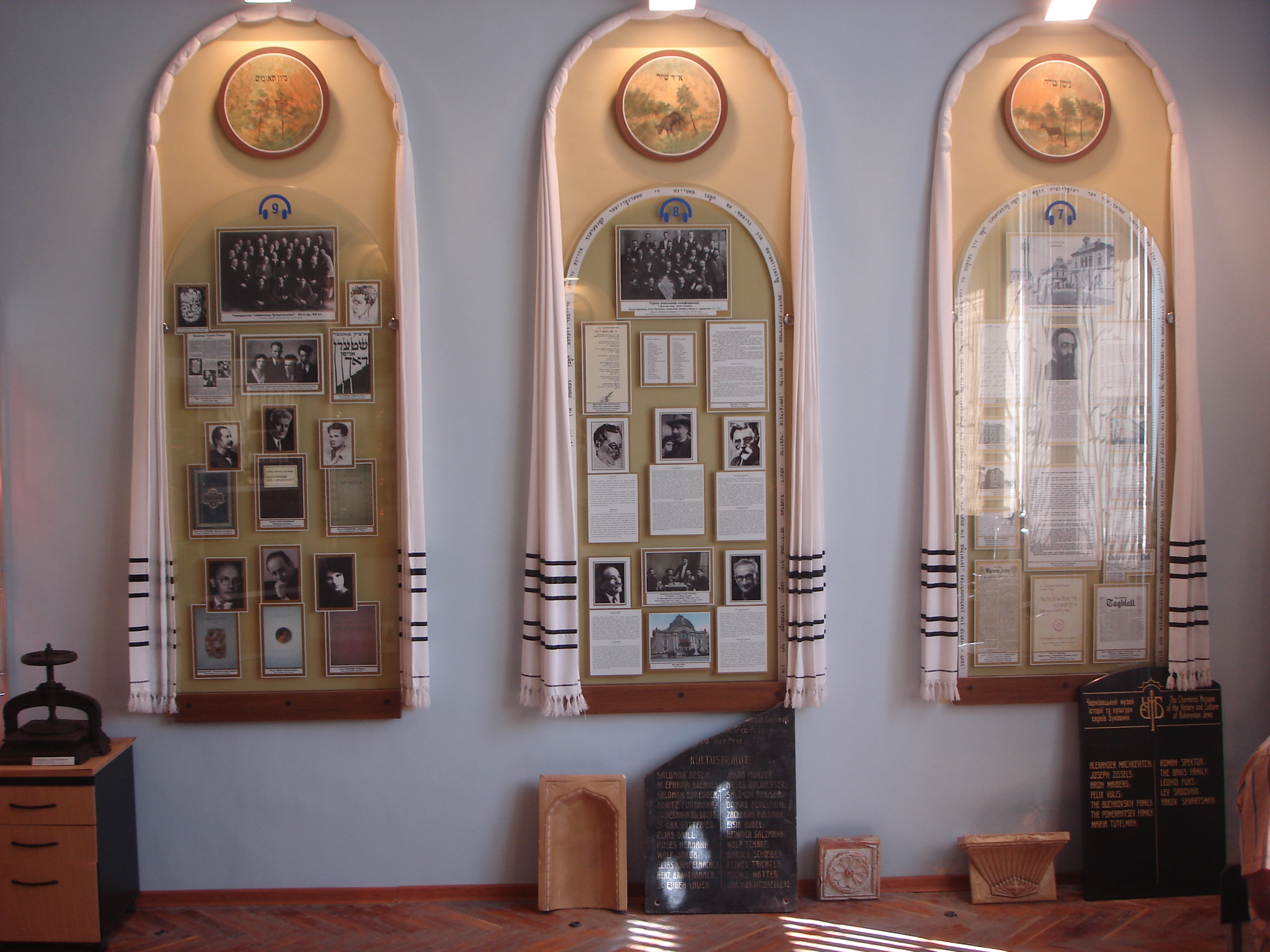
Fragment ekspozycji dużej sali
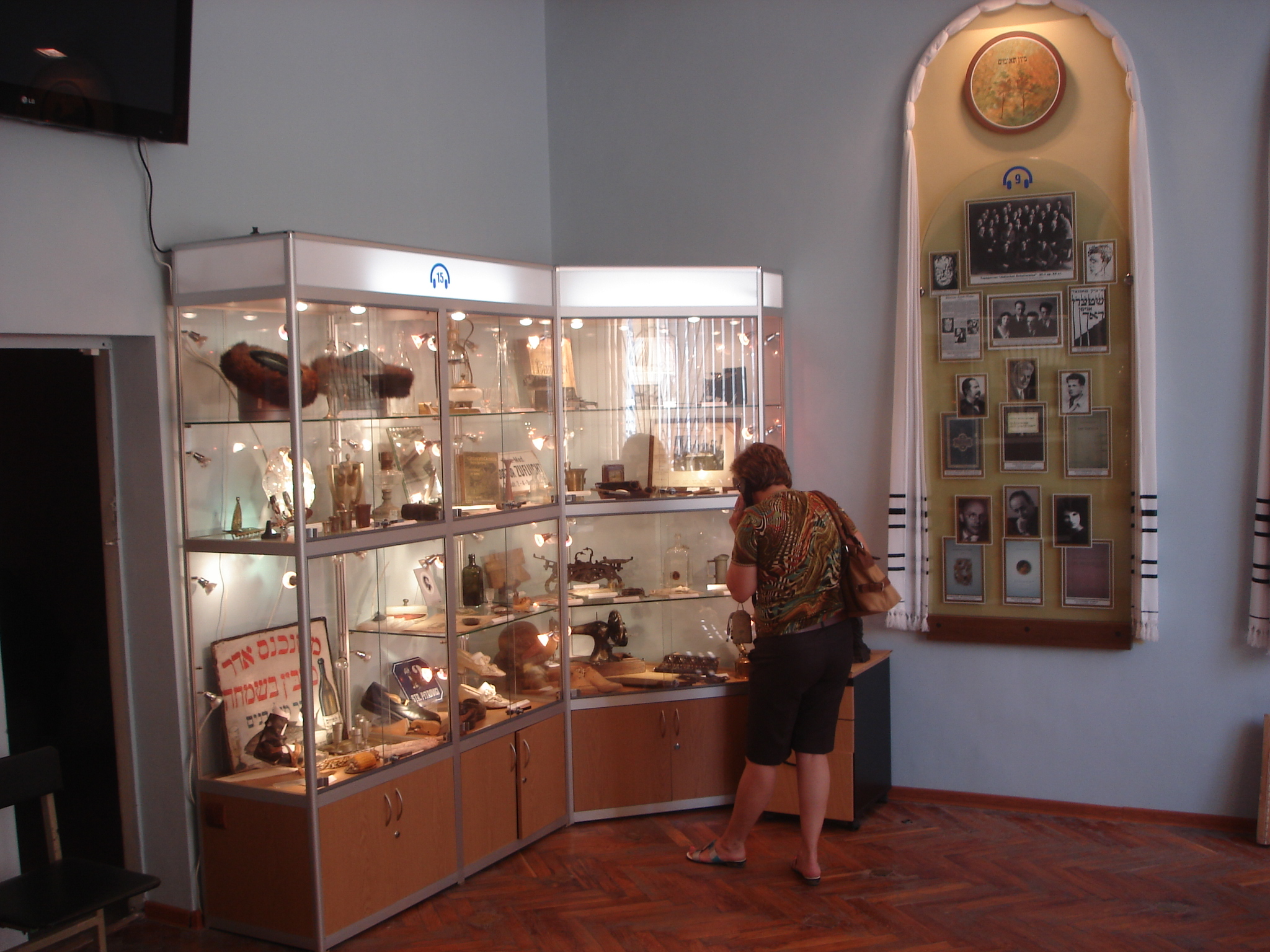
Fragment ekspozycji dużej sali
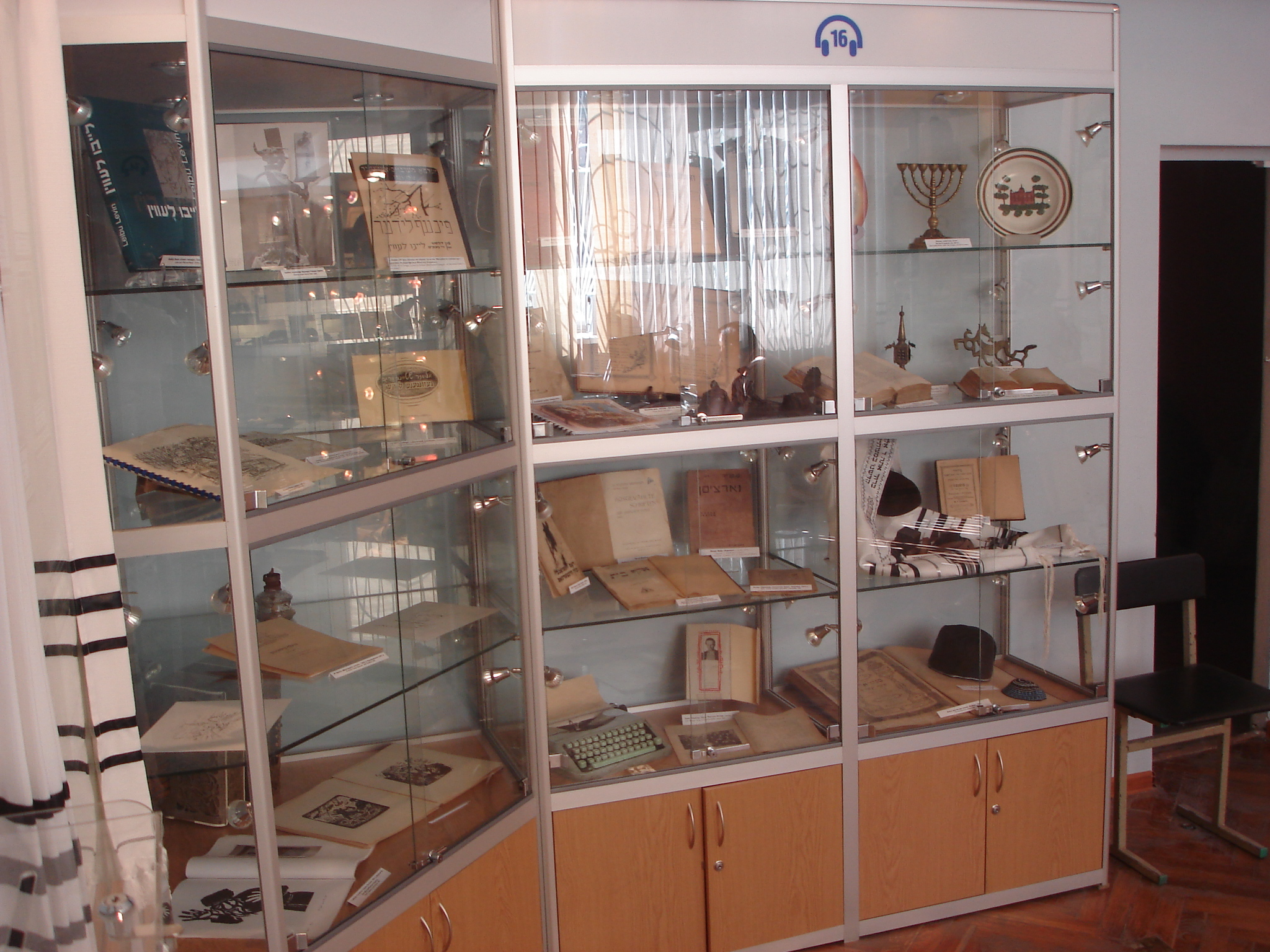
Fragment ekspozycji dużej sali